# Agonopterix mendesi
Agonopterix mendesi is een vlinder uit de familie grasmineermotten (Elachistidae). De wetenschappelijke naam is voor het eerst geldig gepubliceerd in 2002 door Corley.
De soort komt voor in Europa.